# Prawosławni Ordynariusze WP
Prawosławni Ordynariusze Wojska Polskiego – zwierzchnicy Prawosławnego Ordynariatu Wojska Polskiego:
| okres sprawowania urzędu | ordynariusz         |
| ------------------------ | ------------------- |
| 1994 – 1998              | Sawa (Hrycuniak)    |
| 1998 – 10 IV 2010        | Miron (Chodakowski) |
| od 23 VI 2010            | Jerzy (Pańkowski)   |